# Fausto dos Santos
Fausto dos Santos (né le 28 janvier 1905 à Codó et mort le 28 mars 1939 à Santos Dumont) est un footballeur brésilien.

## Biographie
Surnommé Le Noir Merveilleux, il évoluait au poste de milieu de terrain. Il commence sa carrière en 1926 à Bangu où il reste jusqu'en 1928. Il est ensuite transféré au Vasco da Gama où il reste 3 ans. 
Il participe également à la coupe du monde 1930 en Uruguay avec l'équipe du Brésil, sélectionné par l'entraîneur brésilien Píndaro de Carvalho.
Il part ensuite tenter sa chance en Europe et signe en 1931 au FC Barcelone, où il est victime de discrimination à cause de sa couleur de peau. Malgré une coupe de Catalogne, il ne reste qu'une année en Espagne, et part ensuite en Suisse jouer pour SC YF Juventus.
Après son expérience sur le vieux continent, il retourne à Vasco de Gama en 1933 où il ne reste qu'une année avant d'aller en Uruguay au Nacional.
Il rentre au Brésil en 1936 au CR Flamengo, et meurt en 1939 de la tuberculose, à l'âge de 34 ans. Il faisait partie du syndicat des travailleurs dans le monde du football, avant la professionnalisation du football brésilien.

## Palmarès

### Club
- championnat Carioca : 2

Vasco de Gama : 1929, 1934
- Copa Catalunya : 1

FC Barcelone : 1932